# Asan Bazajev
Asan Bazajev (født 22. februar 1981) var en kasakhisk professionel landevejsrytter, som kørte for det kasakhiske ProTour-hold XDS Astana Team 2006–2013.
Bazajev trak sig tilbage i slutningen af 2013-sæsonen, efter ti år som professionel.